# SD Leioa
SD Leioa is een Spaanse voetbalclub uit Leioa die uitkomt in de Segunda División B. De club werd in 1925 opgericht.

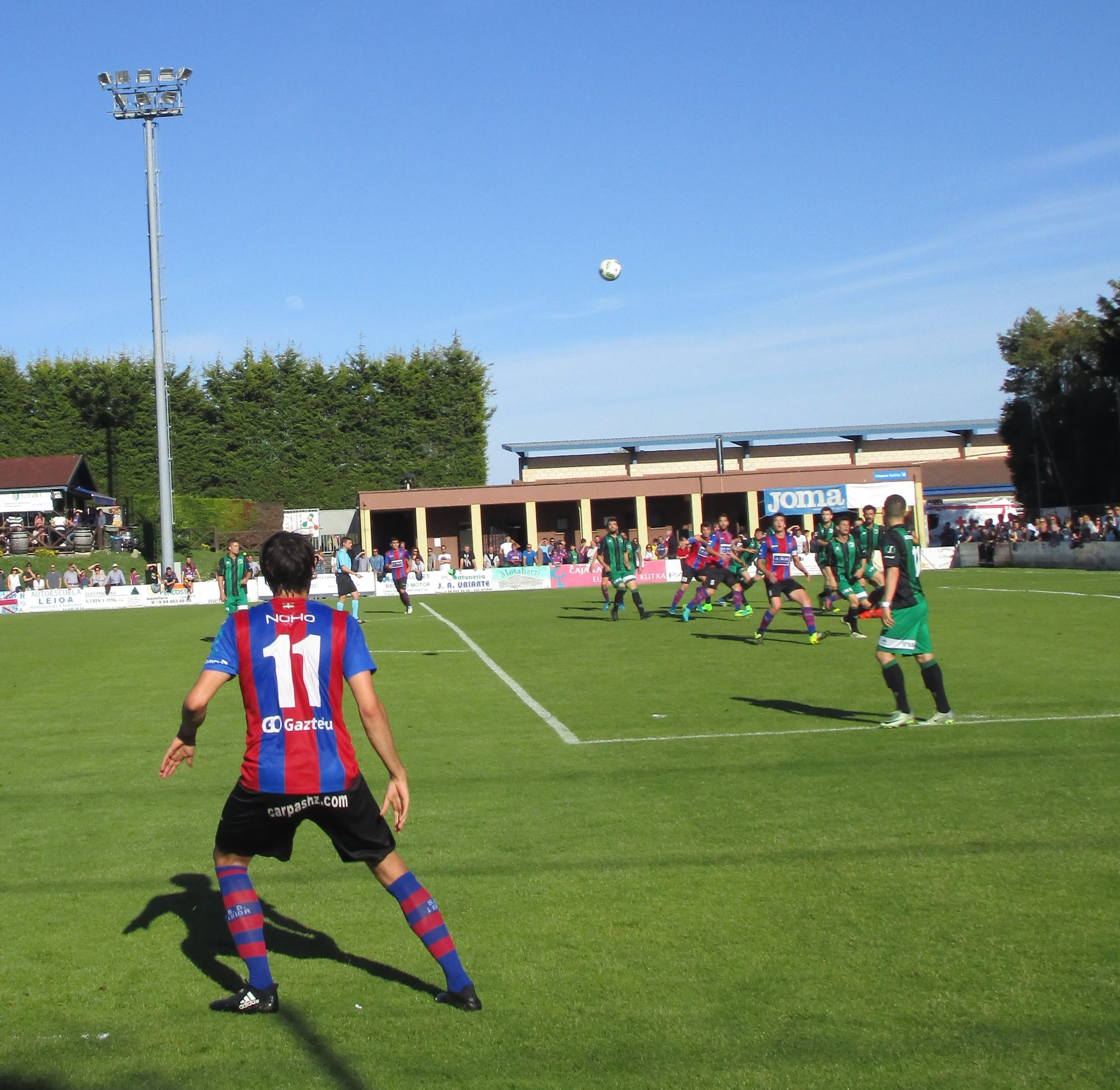
2017.